# Don Valley Stadium
Il Don Valley Stadium è stato uno stadio situato a Sheffield, Inghilterra; vi giocava il Rotherham United F.C.. Lo stadio aveva una pista d'atletica ed ha ospitato grandi eventi sportivi del Regno Unito e i Giochi Mondiali Studenteschi del 1991. Lo stadio era utilizzato anche dagli Sheffield Eagles e dal Parramore Sport. È stato progettato dallo Sheffield City Council's Design & Building Services e realizzato da Douglas Costruzioni. Il complesso inaugurato nel 1990, pronto per la Giochi Studenteschi, da allora è diventato un centro di profitti per l'atletica nella zona. Prende il nome dal fiume Don, che si trova nelle vicinanze.
Lo stadio veniva utilizzato anche per serie televisive, giochi concerti: esso ha ospitato artisti come Céline Dion, Def Leppard, Spice Girls, The Rolling Stones, Bon Jovi, Michael Jackson, U2, Tina Turner e Red Hot Chili Peppers.
Vi si sono giocate 9 edizioni del BritBowl (dal 2000 al 2007 e nel 2012).
Il Don Valley Stadium era noto come il più grande stadio di atletica nel Regno Unito, con una capienza di 25.000 persone.